# Rába

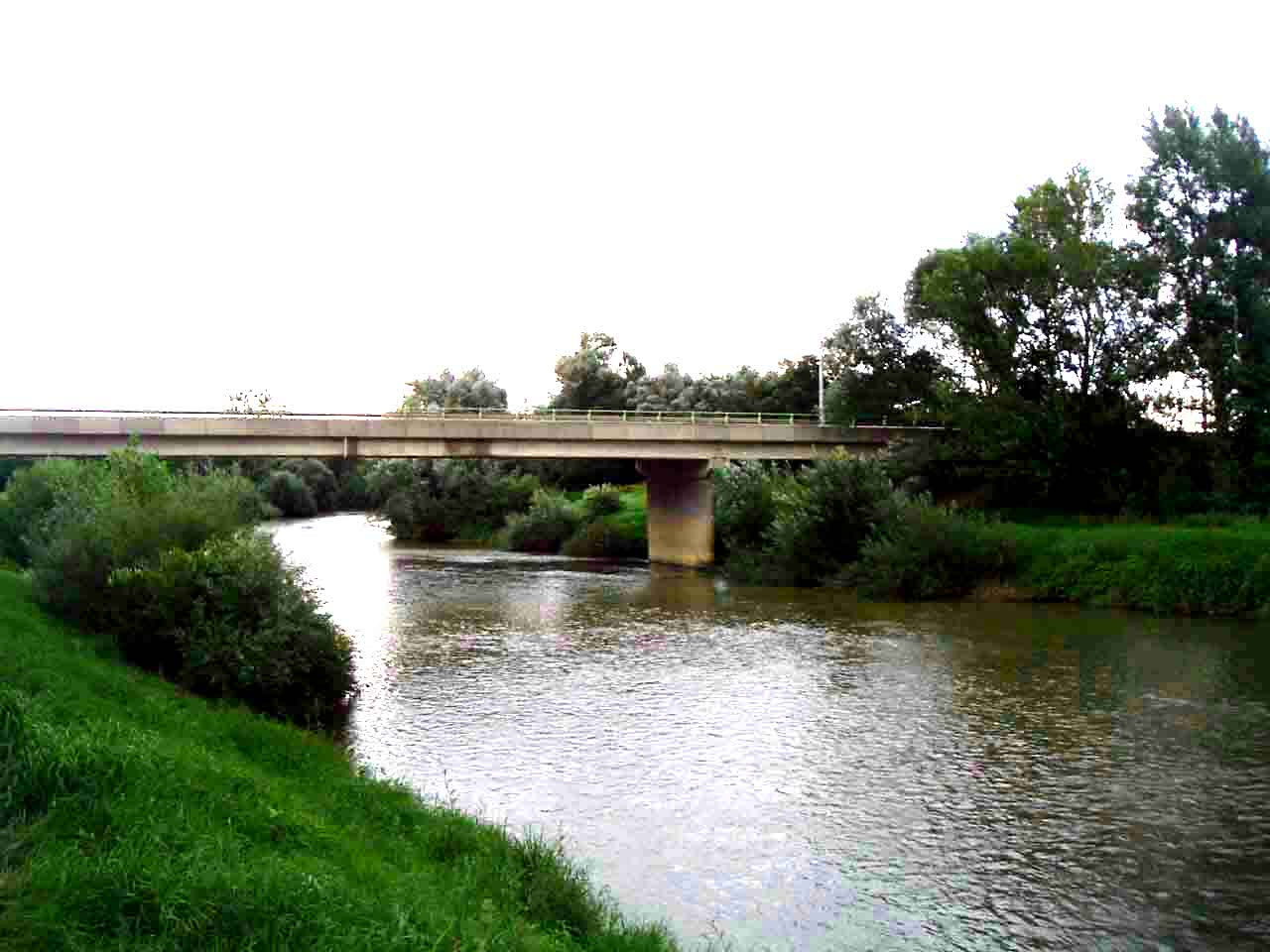
Rába nära staden Rum i Ungern.

Rába (ungerska), Raab (tyska, se Győr), är en österrikisk-ungersk högerbiflod till Donau. Den är 250 km lång och rinner från norr om Graz till Győr, där den mynnar i Donau.

## Geografi
Rába rinner upp i förbundslandet Steiermark, i bergsområdet Passaileralm norr om Graz. Därifrån flyter den mot söder, därefter österut mot Ungern. Vid staden Győr mynnar den i Donau, efter att under större del av dess lopp ha runnit genom Ungern. Vid mynningen är medelvattenföringen 18 m³/s.
Större tillflöden är Lafnitz, Pinka och Rabnitz. Genom Einserkanalen har floden förbindelse med Neusiedlersjön.
Vid Rába ligger städerna Gleisdorf, Feldbach, Fehring och Jennersdorf (i Österrike) samt Szentgotthárd, Körmend, Sárvár och Győr (i Ungern).